# أبيكسابان
أبيكسابان هو دواء يُباع تحت الاسم التجاري أبيكسابان، وهو مضاد للتخثر يستخدم لعلاج الجلطات الدموية والوقاية منها ولمنع السكتة الدماغية لدى الأشخاص المصابين بالرجفان الأذيني غير الصمامي. تحديدا، يُسْتَخْدَم لمنع تجلط الدم بعد استبدال مفصل الورك أو الركبة وأولئك الذين لديهم تاريخ من الجلطات السابقة. يُسْتَخْدَم كبديل للوارفارين ولا يتطلب مراقبة عن طريق فحوصات الدم. يؤخذ عن طريق الفم.
تشمل الآثار الجانبية الشائعة للابيكسابان النزيف والغثيان. قد تشمل الآثار الجانبية الأخرى نزيفًا حول العمود الفقري وردود فعل تحسسية.